# NK Rab
NK Rab je nogometni klub s otoka Raba. 
Osnovan je 1971. godine. Natječe se u dvije kategorija igrača: seniorskoj i pionirskoj, također ima i školu nogometa za dječake do 10 godina. Svoje utakmice NK Rab odigrava na igralištu Blato. U sezoni 2021./22. se natječe u 1. ŽNL Primorsko-goranskoj (5. rang).